# Anna Bass

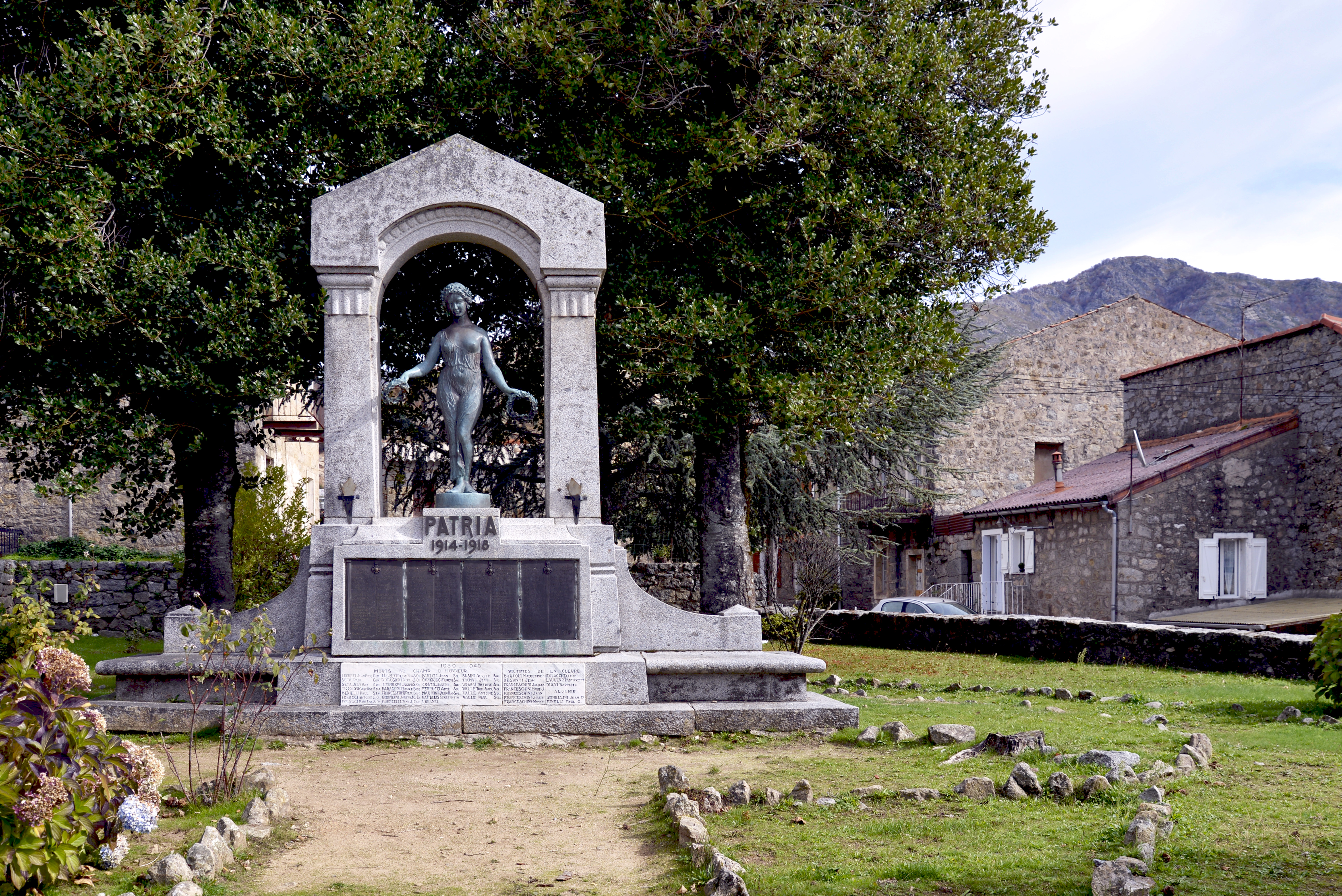
Soldatendenkmal in Bastelica

Anna Bass (* 24. Dezember 1876 in Straßburg; † 27. August 1961 in Paris) war eine französische Bildhauerin und Graveurin.

## Leben
Anna Bass kam 1876 in Straßburg, das seit dem Deutsch-Französischen Krieg 1871 Hauptstadt des Reichslandes Elsass-Lothringen war, zur Welt. Von ihrem Leben ist nur wenig bekannt. Sie war vor allem in Paris als Künstlerin aktiv. Sie war Mitglied der Kunstvereine Société nationale des beaux-arts, Salon des Tuileries und Salon d’automne.
Ihre Teilnahme an einigen Kunstausstellungen in Paris ist bezeugt, so etwa im Musée du Luxembourg. Von ihr geschaffene Werke befinden sich in mehreren französischen Kunstmuseen, so in Metz, in Strassburg und im städtischen Kunstmuseum Petit Palais sowie im Centre Georges-Pompidou in Paris.
Ein bekanntes Werk von Anna Bass ist auch das Soldatendenkmal in Bastelica auf Korsika.